# Guy Lacour
Guillaume (Guy) Lacour (Soissons, 8 juni 1932 – 15 mei 2013) was een Franse componist, muziekpedagoog en tenorsaxofoonist. 

## Levensloop

### Jeugd en opleiding
Lacour begon al op tienjarige leeftijd muziek te studeren (solfège en saxofoon) in zijn geboortestad en behaalde reeds snel enkele prijzen op muziekwedstrijden. Hij werd lid in diverse orkesten en kreeg zijn eerst diploma van de Confédération Musicale de France. Lacour ging verder studeren aan het conservatorium van Versailles bij Marcel Josse. Vanaf 1950 studeerde hij aan het Conservatoire national supérieur de musique in Parijs bij Marcel Mule (saxofoon) en bij Fernand Oubradous (kamermuziek). Hij behaalde eerste prijzen voor onder anderen saxofoon (1952), kamermuziek (1955) en harmonie.
Zijn muzikale carrière begon hij in drie richtingen. 

### Saxofonist
Als saxofonist was hij zowel thuis in de lichte als in de klassieke muziekwereld. Hij trad op zowel in vooraanstaande toenmalige groepen als in bekende concertzalen, cabarets en varietés (Lido, Moulin-Rouge, Folies Bergère). Tegelijkertijd trad hij vaak als solist in klassieke concerten met omroeporkesten, operaorkesten en bekende symfonische orkesten op. In 1961 werd hij als tenorsaxofonist toegelaten tot het befaamde saxofoonkwartet van Marcel Mule ("Quartet de Saxophones Marcel Mule"). In het gevolg ervan werden talrijke concerten en plaatopnames verzorgd met onder anderen de Berliner Philharmoniker o.l.v. Herbert von Karajan en het Orchestre de Paris o.l.v. Daniel Barenboim alsook optredens als solist met stukken vanuit het zelden gespeelde repertoire voor tenorsaxofoon. Ten gevolge van het spelen bij dit kwartet ging Lacour zich specialiseren voor de tenorsaxofoon. Hij ging het instrument verdedigen met man en macht, hield er pleidooien voor en schreef ook als componist speciale stukken en pedagogische werken voor. Hij promootte het instrument ook via de omroep. Nadat zich het saxofoonkwartet van Marcel Mule had opgelost speelde hij meerdere jaren met het "Ensemble de Saxophones Français".

### Muziekpedagoog en vakman
Vanaf 1975 doceerde Lacour saxofoon aan verschillende conservatoria in Parijs en omgeving. Hij werd benoemd tot professor aan de École Nationale de Musique Edgar Varèse in Gennevilliers en in hetzelfde jaar werd hij directeur van het stedelijke conservatorium in Mantes-la-Ville. Als intussen bekende figuur in de muziekwereld was hij een veel gevraagd jurylid bij examina en wedstrijden, naam deel aan conferenties en was afgevaardigd in commissies. Lacour was medeoprichter van de "Association des Saxophonistes de France", later ook hun erelid. Hij werd technisch adviseur en beoordelaar voor de instrumenten van de bekende Franse saxofoonproducent Selmer in Mantes-la-Ville.

### Componist
Toen hij in 1992 met de andere activiteiten stopte kon hij zich op het het derde werkgebied, het componeren concentreren, alhoewel hij zijn eerste compositie al in 1963 schreef. Hij bedient in gelijke mate tonale als atonale, seriële en modale technieken en past het elk in zijn werken aan, die vooral voor "zijn" instrument geschreven zijn. Daarbij poogt hij de tonale en technische mogelijkheden maximaal uit te putten en te gebruiken. Vele van zijn vooral latere werken behoren tot het standaard repertoire van verplichte werken voor nationale en internationale wedstrijden. In 1972 kreeg hij van het Franse ministerie van cultuur de opdracht een werk ter herdenking van de componist Jacques Ibert te schrijven. Het resultaat was het Concertino - Hommage à Jacques Ibert voor altsaxofoon en orkest. Een groot aantal van zijn pedagogische werken is ontstaan, omdat hij in de toen toegankelijke werken deficits uitmaakte en hij een behoefte ter verandering vast stelde. 

## Composities

### Werken voor orkest
- 1972 Concertino - Hommage à Jacques Ibert, voor altsaxofoon en orkest - opgedragen aan: Jean-Marie Londeix
  1. Allegro
  2. Berceuse
  3. Vif
- 1994 Ballade pour Georges, voor altsaxofoon, strijkorkest en piano

### Werken voor harmonieorkest
- 1976 Pièce concertante, voor alt- of tenorsaxofoon en harmonieorkest

### Kamermuziek
- 1968 Divertissement, voor altsaxofoon en slagwerk
  1. Prélude
  2. Intermède
  3. Improvisation et presto
- 1969 Divertissement, voor altsaxofoon en slagwerkensemble (6 slagwerkers)
- 1969 Saxofoonkwartet
  1. Elégie
  2. Scherzo
  3. Rondo final
- 1971 Suite en duo, voor 2 saxofoons (of 2 hobo's, of 2 klarinetten)
  1. Allegro
  2. Aria
  3. Petite Fugue
  4. Largo puis Scherzetto
- 1972 Pièces classiques - Volumes 1 à 5, voor alt- of tenorsaxofoon en piano
- 1977 Tendre mélodie, voor dwarsfluit en piano
- 1984 Noctilène, voor alt- of tenorsaxofoon en piano
- 1986 Belle époque, voor alt- of tenorsaxofoon en piano
- 1991 Chanson modale, voor dwarsfluit (of hobo) en piano
- 1991 Klarinetkwartet
- 1991 Octophonie, voor alt- of tenorsaxofoon en piano
- 1992 «Abel», le hautbois dormant, voor hobo en piano
- 1992 Cantilude, voor alt- of tenorsaxofoon en piano
- 1992 Mélonade, voor tenorsaxofoon en piano
- 1992 Prélodie, voor alt- of tenorsaxofoon en piano
- 1993 Résonnez musette !, voor hobo en piano
- 1993 Trombanella, voor trompet (of kornet) en piano
- 1994 Ballade pour Georges, voor altsaxofoon en blaas-sextet - ook in een versie voor altsaxofoon, strijkkwintet en piano
- 1994 T-Bone, voor trombone en piano
- 1995 Confluences, voor altsaxofoon en piano
- 1995 Méditation, voor saxofoonensemble (sopranino-, 2 sopraan-, 3 alt-, 3 tenor-, 2 bariton- en bassaxofoon)
- 1995 Premiers sourires, voor twee instrumenten met gelijke stemming
- 1996 Buccinage, voor trompet (of kornet) en piano
- 1996 Deux miniatures, voor saxhoorn (of eufonium) en piano
- 1996 Juste au cor, voor hoorn en piano
- 1997 Méditation II, voor dwarsfluit, hobo (of sopraansaxofoon), klarinet, hoorn en fagot
- 1997 Récréambule, voor fagot en piano
- 1998 Entrelacs, voor dwarsfluit en altsaxofoon
- 1998 Duplex, voor twee trompetten
- 1998 Pièce en trio, voor sopraan-, alt- en tenorsaxofoon (of 3 klarinetten)
- 2000 Double jeu, duet voor sopraan- en tenorsaxofoon
- 2002 Moments partagés, voor twee klarinetten
- 2003 Deux si, deux la, voor dwarsfluit en piano
- 2004 Almacor, voor alt- of tenorsaxofoon en piano
- 2007 Parties prenantes, voor altsaxofoon en piano
- 2009 Patchwork, voor altsaxofoon en piano
- 2010 Canzona, voor altsaxofoon en orgel
- 2011 Dualités, voor altsaxofoon en piano - opgedragen aan: Kenneth Tse

### Werken voor slagwerk
- 1968 Intermède, voor slagwerkensemble
- 2000 Le moulin á musique, voor xylofoon vierhandig

### Pedagogische werken
- 1963 8 Études brillantes, voor saxofoon
- 1969 100 Dèchiffrages manuscrits (en forme de petites études, melodiques et rythmiques) (2 vols.)
- 1971 28 Études sur les modes à transpositions limitées d'Olivier Messiaen, voor saxofoon
- 1972 rev.1989 50 Études faciles et progressives - boek 1 - opgedragen aan: Marcel Josse
- 1972 rev.1989 50 Études faciles et progressives - boek 2 - opgedragen aan: Marcel Josse
- 1975 24 Études atonales faciles
- 1976 Précis pour l’étude des gammes
- 1987 12 Esquisses dans le style contemporain
- 1992 Étude de concert, voor saxofoon
- 1998 22 Dodécaprices
- 2001 56 Études récréatives, voor saxofoon (2 vols.)
- 2005 60 études récréatives, voor klarinet (2 vols.)
- 22 Dodécaphonies, voor fagot

## Publicaties
- Guy Lacour: Catalogue des œuvres - Catalogue of works = Werkverzeichnis = Catalogo de obras, Paris, France : G. Billaudot, 1992.